# Pere Blai
Pere Blai (Barcelona 1553 - 1620), arquitecte, va ser el gran representant del Renaixement italianitzant a Catalunya, amb una significació i un estil comparables als del Cronaca o els Sangallo a la Toscana.

## Context
Gran part dels edificis i de les esglésies parroquials construïdes o reformades a Catalunya entre el final del segle xvi i el principi del segle xvii esdevenen el reflex d'una situació social i laboral immobilista, fortament arrelada a la cultura gòtica local i poc propensa a acceptar canvis de l'exterior que poguessin vulnerar-la. Tot i així, a diferents punts de l'arquebisbat de Tarragona, durant l'últim terç del segle xvi es va bastint un seguit d'edificacions religioses allunyades de les solucions goticistes: constitueixen un petit grup d'obres excepcionals i evidencien l'existència d'una sensibilitat minoritària, però diferent i oberta a les novetats formals que provenen de l'exterior. En general, l'arquitectura renaixentista catalana recorda obertament la de Castella o la d'Itàlia, però amb una sobrietat en la composició més suau que en l'obra de Juan de Herrera i allunyada del decorativisme del plateresc.
Una de les causes pot haver estat una estructura eclesiàstica amb interessos focalitzats en l'art i en l'arquitectura del classicisme i que dins dels seus dominis territorials estimula i corrobora els intents d'experimentació de formes altres que les medievals, vinculades a una nova cultura. Dins aquesta estructura hi ha personatges humanistes com els arquebisbes Antoni Agustí i el seu successor Joan Terès, o canonges de la catedral de Tarragona de les famílies Gili o Robuster, ardiaques com Miquel Carnicer o Rafael Llorenç, i sobretot, Jaume Amigó, rector de l'església de Tivissa i responsable de la traça i la direcció de moltes d'aquestes obres.
Tanmateix, l'interès per la cultura clàssica no se centrà exclusivament en l'arquebisbat de Tarragona sinó que, des de les darreres dècades del segle xv, a Barcelona començaren a arrelar també corrents intel·lectuals “renaixentistes”, en part promoguts per alguns membres de la Universitat de Barcelona.

## Vida i obra
Pere Blai va néixer a Barcelona, fill de Pere Blai, acreditat mestre de cases homònim originari de Tremp. Es formà en l'ofici familiar a partir de la pràctica constructiva tradicional, potser d'entrada a Barcelona amb son pare, però ben aviat amb l'oncle Joan Blai, instal·lat a Vallmoll.
Blai no va seguir el corrent tradicional del territori català, sinó que va saber escollir i utilitzar el corrent renaixentista que estava arribant a Catalunya, on s'anava fent lloc a poc a poc. No va rebutjar els sistemes constructius autòctons, però en trià els elements que més li convenien per a la seva nova arquitectura. Gràcies als tractats d'arquitectura i art que es publicaven, al viatge que feu a Madrid i a la figura del rector Jaume Amigó, va adquirir el coneixement del repertori formal i dels recursos compositius de l'arquitectura renaixentista avançada. La seva obra palesa un puríssim doll de proporcions ben ajustades; tant ell com els seus amics i deixebles plasmen les lleis de la raó tant en l'aspecte constructiu com en l'aspecte plàstic. Pere Blai va saber copsar i plasmar un ritme serè a base de l'arc de mig punt i del triangle isòsceles com a generadors de les formes.
Malgrat la seva influència, no va copiar els arquitectes italians, sinó que en fou un interpretador savi i n'adaptà els elements a les seves necessitats i a les del territori.

### Sant Andreu de la Selva del Camp
En algun cas, promotors i clients podien arribar a intervenir o a col·laborar amb el tracista en algunes decisions formals, sobretot si entre els impulsors de les obres es trobaven religiosos amb formació humanista. Probablement, aquest fou el cas de la nova església parroquial de la Selva del Camp, una de les obres cabdals de Pere Blai.
Per al seu traçat es reuniren el 1582 el mestre d'obres Pere Blai, el rector de Tivissa Jaume Amigó, el rector de Scala Dei Pere Aguiló i l'ardiaca de la catedral de Tarragona i administrador del Seminari Conciliar Rafael Joan Gili. Cal tenir present que, tant artistes com també els promotors de les obres i eclesiàstics ja esmentats varen viatjar per Europa, sobretot a Itàlia, i varen nodrir-se del pensament i de l'art renaixentista del moment. A més, molts dels intel·lectuals que residien a Catalunya posseïen manuscrits i tractats arquitectònics importants com el de Vignola.
El disseny de Sant Andreu de la Selva del Camp es limita fonamentalment a les traces de Pere Blai i de Jaume Amigó però no queda clar quin dels dos, o si els dos alhora, decideix l'estructuració formal de la nova església parroquial. En principi, la resolució d'aquest temple excepcional esdevingué un exemple paradigmàtic de composició global i d'aplicació de nous repertoris. I aquest esforç d'anar enllaçant les diferents parts amb una sola gramàtica el diferencia de la resta d'esglésies catalanes de final del cinc-cents: en elles, el constructor aplica “epidèrmicament” els ordres clàssics sobre murs interiors i portades, sense que l'estructura gòtica es modifiqui de manera substancial. Però, tot i aquesta utilització excepcional del llenguatge clàssic, si es compara aquesta obra amb la producció arquitectònica italiana, automàticament se la qualifica de secundària. La planta de Sant Andreu es pot incloure dins del tipus de planta que van anar aplicant moltes esglésies tardogòtiques, amb nau única, però també incorpora elements diferenciadors respecte de la resta de plantes de nau única de segles anteriors i del mateix segle xvi. Alguns d'aquests canvis es troben en l'àmbit de la capçalera, amb l'absis rectangular i les sagristies als costats, i en la peculiar separació entre la nau i el presbiteri, amb un gran arc de triomf que actua de filtre entre les dues parts.
La proporció de la planta rectangular de l'església és semblant a la que, entre 1601-1602, Blai adoptarà per l'interior del temple de Santa Maria d'Igualada. Cal tenir en compte que el mestre Blai aplicà unes proporcions determinades que fan palès el coneixement que devia tenir dels tractats italians com el de Vitruvi, Alberti, Luca Paccioli o Palladio. La planta de Sant Andreu continua inclosa dins del tipus d'església d'una sola nau, però ha entrat en un procés de transformació en el qual l'autor –o els autors- ha utilitzat alguns mecanismes diferents a partir d'unes referències determinades o a partir de la seva pròpia inventiva. En la resolució dels alçats laterals, Blai adoptà el recurs de superposar, a les capelles allotjades entre els contraforts, tribunes superiors obertes a la nau amb el mateix criteri que les capelles laterals, és a dir, mitjançant arcs de mig punt; també feu ús d'ordres clàssics com el dòric, segurament extrets majoritàriament del tractat de Vignola, però amb alguns errors proporcionals respecte al conjunt de l'edifici que encara fan presents alguns hàbits de treball medievals. Com un últim apunt, alguns estudiosos com J. F. Ràfols i Joaquim Garriga i Riera creuen que els alçats laterals de Sant Andreu tenen molts punts en comú amb els de l'església florentina de San Salvatore al Monte. El 1594, es veurà interrompuda la construcció de la parroquial de la Selva del Camp i no serà represa fins al 1616.

### Sant Jaume d'Ulldemolins

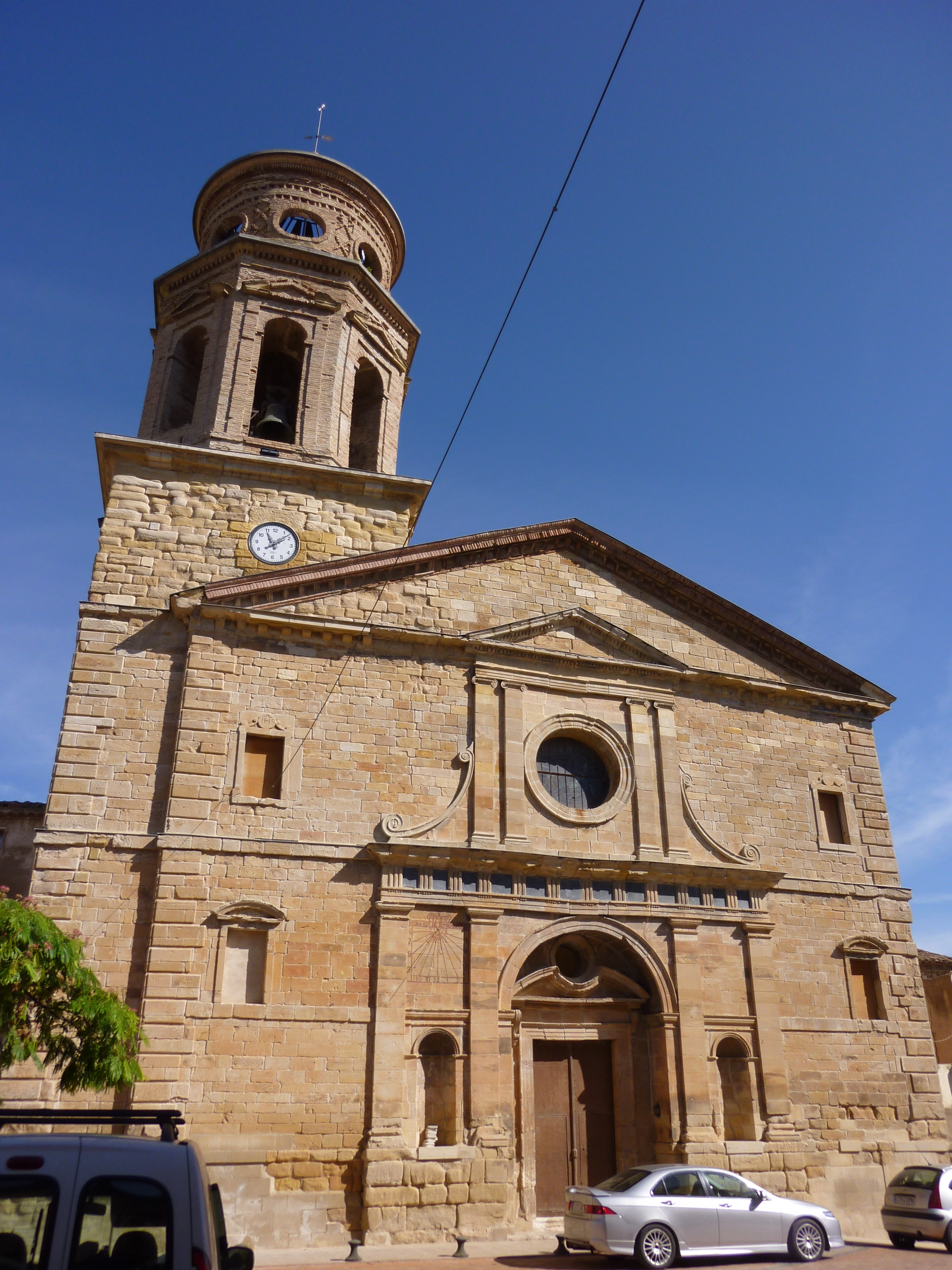
Sant Jaume d'Ulldemolins, Pere Blai i Jaume Amigó (ca. 1585)

L'obra de l'església d'Ulldemolins té moltes similituds amb l'església de Sant Andreu pel que fa a la planta, l'aplicació dels ordres clàssics i la unió de les diferents parts sense discordances gramaticals entre el que entenem per “nou llenguatge” (renaixentista) i la tradició gòtica. Les similituds entre les dues esglésies no només són formals i geomètriques sinó que l'impuls també va provenir del mateix arquebisbat i els tracistes tornaren a ser Pere Blai i Jaume Amigó. No obstant, el cost de Sant Jaume va ser inferior i es va acabar en menys anys. Cal destacar la façana, atribuïda sobretot a Jaume Amigó, pels elements plenament renaixentistes que adopta, com les volutes còncaves que uneixen els dos cossos, les pilastres dobles rematades per un frontó i l'òcul que il·lumina l'interior, esquema que és adoptat per les esglésies contrareformistes de Roma, sobretot per la de Il Gesú de Vignola (1568).

### Obres a Tarragona
Després de la mort del mestre de la seu tarragonina, Bernat Cassany, el 1584, Pere Blai ocupà el seu lloc. És per això que, en un primer moment, la seva activitat es focalitzà i s'intensificà en les terres tarragonines.
Antoni Agustí encarregà obres a diferents artistes destacables, entre ells Pere Blai. Molt probablement, li confià les obres del nou Palau Episcopal, però l'encàrrec més important fou la capella del Santíssim de la catedral de Tarragona, lloc on Agustí serà enterrat. Fou una obra traçada per Jaume Amigó a finals de 1580, en la construcció de la qual intervingué Pere Blai. Aquesta capella va ser totalment resolta amb elements clàssics, en la qual, per primera vegada a Catalunya, es bastí sobre la coberta una cúpula amb tambor. Joan Terés, arquebisbe successor d'Agustí, li encarregà el 1592 les capelles bessones de Sant Joan i Sant Fructuós a la mateixa catedral, dins de les quals es trobava el que seria després el seu mausoleu. En aquest cas, com en l'anterior, existeix igualment afinitat entre client i mestre d'obres, cosa que es fa palesa amb el llegat que Joan Terés deixà en el seu testament a Pere Blai: 100 lliures en agraïment als bons serveis prestats. Un fet que posa de manifest la positiva valoració que l'il·lustre personatge fa de l'arquitecte i de la seva obra.

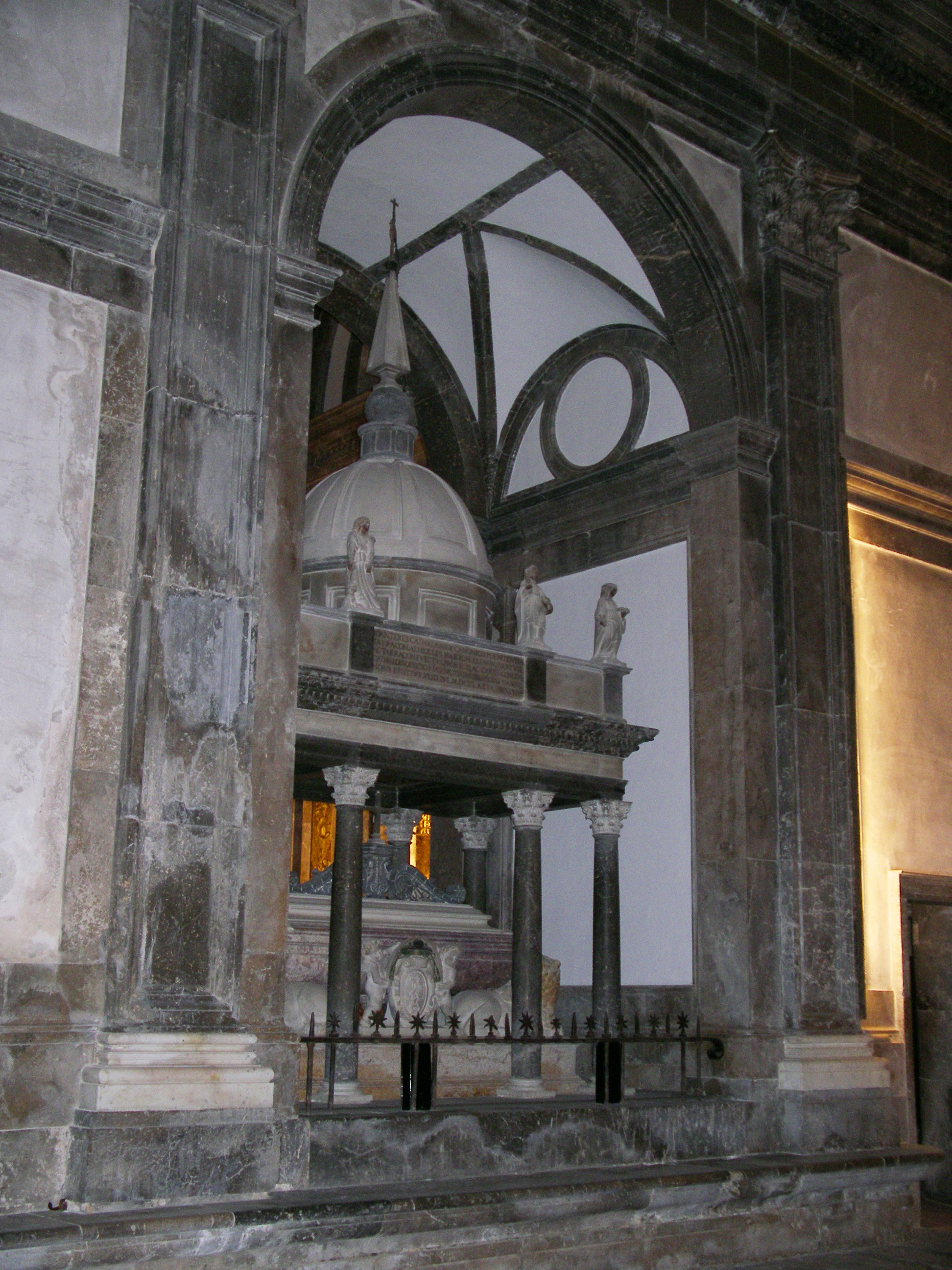
Pere Blai, capella dels Sants Joan i Fructuós (tomba de l'arquebisbe Joan Terés) de la Catedral de Tarragona (1592)

A més, Blai portà a terme diverses visures a les parroquials de Riudoms (1588-1589), realitzà el projecte de les capelles dels Sants Cosme i Damià de la seu de Tarragona (1589) i, entre altres obres, realitzà el projecte i dirigí les obres de reforma del pont del camí de Valls a Alcover sobre el riu Francolí (1596). Altres obres que li foren encomanades van ser l'obra en guix de la volta del transagrari i les traces de Setmana Santa (ca. 1595); l'edifici del Seminari Conciliar de Tarragona, fundació empresa pel cardenal Gaspar Cervantes de Gaeta, (ca. 1593); el convent de Sant Agustí de la Selva del Camp (1598) i l'església parroquial de Cornudella de Montsant (1598).

### Obres al Palau de la Generalitat
És a partir de 1596 que el seu treball se centrarà més a Barcelona, arran de l'encàrrec de l'ampliació del Palau de la Generalitat de Catalunya. L'11 d'octubre del 1596, els diputats i oïdors de la Diputació del General van decidir d'emprendre una vasta ampliació de l'edifici de la institució comprès entre el carrer de Sant Honorat i el carrer del Bisbe, tant cap al costat nord, en la direcció de l'actual carrer de Sant Sever, com a l'extrem oposat, cap a migdia, en la part encarada a l'antic conjunt de l'església i cementiri de Sant Jaume. La primera ampliació va ser construïda en quatre etapes i va ser confiada als mestres Pere Ferrer, pare i fill, i el net Pere Pau Ferrer. Pel que fa a l'altra part, els diputats van confiar l'obra a Pere Blai.
L'obra nova de la banda de Sant Jaume havia de cobrir necessitats institucionals variades, també les de simple utilitat administrativa, però d'entrada i prioritàriament tenia assignades funcions importants de representació de la Diputació del General. Primerament, havia de resoldre de manera definitiva i adequada –monumental- l'endèmica manca de capacitat de la capella de Sant Jordi. A més, havia de qualificar l'exterior de l'edifici amb una nova façana. La cara principal de la façana s'obria al carrer de les Escrivanies públiques, els actuals carrers del Call i de Llibreteria que segueixen el traçat del decumanus de la ciutat romana.
El 7 de gener del 1597, els diputats ja tenien a les mans el projecte d'aquesta obra, que havien encomanat a Pere Blai. Aleshores el mestre Blai residia a Tarragona i tenia a càrrec seu algunes obres importants que li feu l'arquebisbe en la Seu. És molt probable que qui havia triat l'arquitecte Pere Blai per confiar-li la traça hagués estat el mateix president de la Generalitat del trienni de 1596-1598, Francesc Oliver de Boteller, abat de Poblet.
El 1597, Pere Blai, va haver de viatjar a Madrid per ensenyar la traça del Palau de la Generalitat de Barcelona perquè fos aprovada i supervisada pel rei Felip II. Gràcies a aquest viatge i al fet que es quedà en la capital durant uns set mesos, va conèixer a l'arquitecte reial Francisco de Mora i va poder visitar les darreres obres que s'estaven realitzant en aquell moment a Madrid i als seus voltants. Algunes d'aquestes obres foren el monestir de San Lorenzo de El Escorial, del qual Blai, segurament influït per Francisco de Mora i per Felip II, copià la solució de les voltes planes de pedra del sotacor de l'església i les aplicà al vestíbul del Palau de la Generalitat. Aquest canvi de sistema de cobertura es produí arran d'aquest viatge, ja que abans de 1597 la coberta escollida per aquesta estança es tractava de voltes d'aresta realitzades amb obra i guix. Per a la construcció de l'església nova parroquial de Cornudella de Montsant segurament també va fer ús dels seus nous coneixements arquitectònics que adquirí al contemplar les obres de l'escola herreriana. Una altra de les construccions que Blai visità amb tota seguretat als voltants de Madrid fou l'església de San Bernabé de El Escorial, obra de l'arquitecte Francisco de Mora, amb el qual segurament va tenir una bona relació d'amistat cordial.
Els trams finals de la construcció del Palau de la Generalitat avançaren molt parsimoniosament, fins al punt que la culminació de l'obra gairebé coincidí amb la mort de l'arquitecte (1620): el sòcol exterior de la cúpula de la capella porta gravat l'any 1617, però els últims treballs al llanternó, cobert amb planxes de plom i d'estany, daten de l'abril del 1619.
Pel que fa a la façana, la solució de l'exterior no manté cap correspondència amb el nucli espacial de l'interior. Al contrari, Pere Blai va concebre la façana de l'obra nova davant Sant Jaume completament independent i autònoma dels espais que tancava, tot donant-li un disseny característic de gran palau urbà. A més, l'horitzontalitat tan acusada del seu aspecte exterior amaga de fet un espai predominantment vertical.
Un mateix frontis continu organitza els tres plans exteriors de l'obra nova davant Sant Jaume fins al seu enllaç amb la fàbrica quatrecentista. Les cantonades presenten un cos estret i lleument sobresortit dels tres plans generals, a la manera de torres angulars, uns ressalts que modulen el disseny de tot l'exterior des del basament fins al remat final. L'eix vertical de la façana, diluït en aquest potent nucli plàstic central, podríem considerar que es reprèn en la solemne emergència de la cúpula; en tot cas, la represa és lleu i relativa, ja que la cúpula s'emplaça en un pla molt reculat respecte del de la façana i això només la fa visible des de lluny i amb angles d'observació especials.
Des del peu pla del carrer, la façana s'ha compost en alçat mitjançant dos cossos principals, cadascun parcialment desdoblat en dos nivells. En amplada, presenta un petit ressalt als angles –la mena de torres abans esmentades-. El primer cos, que fa de basament, arrenca amb un sòcol llis –fins a l'alçada de la base de les columnes del portal, a fi d'enrasar el notable desnivell entre els carrers del Bisbe i de Sant Honorat- i a continuació té els paraments revestits d'aparell encoixinat pla.
El segon cos, separat per una faixa plana d'imposta que ressegueix horitzontalment tota la façana, subratlla el ressalt de les torres angulars mitjançant una parella de pilastres corínties gegants, dreçades sobre la faixa del basament. Aquestes pilastres, també visualitzades a les façanes laterals dels carrers del Bisbe i de Sant Honorat, tenen una funció compositiva essencial: són els únics elements verticals que enllacen el basament de l'edifici amb l'entaulament general que el culmina. El parament s'ha compassat en les façanes de tots tres carrers amb dos nivells de finestres, de ritme parell i canònicament alineades en eixos horitzontals i verticals. Les del primer nivell són grans finestrals de motlluratge vignolesc rematats amb frontons alternativament rectes i circulars; els frontons, que no foren previstos en el text del projecte del 1597, semblen incorporats per Blai com a “obres de millora” a partir del 1607. Les del segon nivell, quadrades i amb un marc idèntic que les del cos de basament, recolzen els brancals sobre una faixa contínua en ressalt que ratlla horitzontalment totes tres façanes, i passa darrere les pilastres angulars.
La dissociació fonamental entre l'organització de la façana i la dels espais interiors que enclou, ja observada d'entrada, resulta manifesta sobretot en el frontis davant Sant Jaume, i precisament en aquestes finestres del segon nivell; de fet, només són “veritables” les dues de cada extrem lateral, mentre que les quatre centrals són cegues o “falses”, perquè haurien interferit en la imposta de la volta de la capella. Un quart i últim nivell de finestres, en realitat simples targes per a la ventilació de golfes, perforen el fris de l'entaulament.
La façana de Pere Blai, convertida en la principal del Palau de la Generalitat, és també la primera gran façana de l'arquitectura civil de Catalunya a l'època del Renaixement. Manté semblances amb trets del palau Senatorio del Capitoli romà projectat per Miquel Àngel i igualment amb obres dels cercles romans de Rafael i d'Antonio da Sangallo. Però deixant ara de banda la complexa qüestió dels possibles models arquitectònics que podria evocar l'obra nova de la Generalitat, remarquem almenys, per concloure, una qüestió puntual a propòsit del seu marc urbà. En aquest sentit, convindria assenyalar sobretot que les condicions del context urbà del 1597 d'acord amb les quals Pere Blai va dissenyar la façana de l'obra nova, tenien ben poc a veure amb la situació urbanística actual –amb l'actual plaça de Sant Jaume, oberta per l'arquitecte Josep Mas a partir del 1824 per construir la seva façana-pantalla de l'Ajuntament barceloní-. L'enorme espai de la plaça de Sant Jaume avui esbatanada davant l'edifici de la Generalitat ofereix una varietat de punts de vista i una visió global de la façana de Blai que mai no havien estat possibles abans de la intervenció de Josep Mas.
Per tant, no era visible amb una imatge sencera i allunyada en vista frontal, com avui. Així doncs, la percepció de la façana de l'obra nova de Pere Blai des de les condicions d'observació actuals pot suscitar-nos la impressió que el disseny de l'arquitecte resulta massa tímid i pla. En tot cas, és un magnífic exemple de l'arquitectura renaixentista pura i racional de Catalunya.

### Últimes obres
Altres treballs de Blai documentats després de l'obra nova de la Generalitat van sofrir alteracions radicals, com el projecte de l'església d'Igualada (1601), o simplement han desaparegut sense deixar vestigis, com la gran capella cupulada de Sant Ramon de Penyafort al convent barceloní de Santa Caterina (1602), o les reformes al castell de Canet de Rosselló (1617).

## Llista d'obres de Pere Blai
| Any              | Nom                                                                         | Ubicació                | Descripció | Foto exterior | Foto interior |
| ---------------- | --------------------------------------------------------------------------- | ----------------------- | --- | ------------- | ------------- |
| 1580 ca.         | Atri del Castell de Torredembarra                                           | Torredembarra           | Atribució Espai cobert amb volta entre la portada i el pati Avui, ajuntament                                                  |               |               |
| 1582-1592        | Capella del Santíssim (Catedral de Tarragona)                               | Tarragona               | Amb Jaume Amigó i Bernat Cassany                                                                                              |               |               |
| 1582-1594, 1616- | Església parroquial de Sant Andreu                                          | La Selva del Camp       | Amb Jaume Amigó |               |               |
| 1583             | Església de Sant Jaume                                                      | Ulldemolins             | No és segur si és de Blai o de Jaume Amigó, o una col·laboració de tots dos                                                   |               |               |
| 1590 ca.         | Església de Sant Llorenç                                                    | Tarragona               | Reforma de l'església Reformada després, de l'obra de Blai només queda la porta, avui lateral i tapiada                       |               |               |
| 1592             | Capelles de Sant Joan i de Sant Fructuós (Catedral de Tarragona)            | Tarragona               | |               |               |
| 1593 ca.         | Seminari Conciliar                                                          | Tarragona               | Desaparegut |               |               |
| 1596             | Reforma del pont sobre el riu Francolí                                      | Camí de Valls a Alcover | Desaparegut |               |               |
| 1597             | Capella dels Sants Cosme i Damià (Catedral de Tarragona)                    | Tarragona               | |               |               |
| 1597-1619        | Façana i cos de la façana del Palau de la Generalitat de Catalunya          | Barcelona               | Hi projectà el vestíbul, l'escala i el Saló de Sant Jordi, que n'havia d'ésser la nova capella                                |               |               |
| 1598             | Convent de Sant Agustí                                                      | La Selva del Camp       | Per als carmelites descalços. Avui, parròquia de Sant Agustí; el convent fou hospital i fou ocupat per altres congregacions   |               |               |
| 1599-1626        | Església parroquial de Santa Maria                                          | Cornudella de Montsant  | També s'atribueix a Jaume Amigó                                                                                               |               |               |
| 1601-1627        | Església parroquial de Santa Maria                                          | Igualada                | Projecte; construcció a càrrec dels mestres d'obres Rafael Plançó i Pau Ginestar                                              |               |               |
| 1602             | Capella de Sant Ramon de Penyafort al Convent de Santa Caterina (Barcelona) | Barcelona               | Desapareguda el 1835 |               |               |
| 1608-1610        | Sepulcre de Joan Terès i Borrull (Catedral de Tarragona)                    | Tarragona               | Al pas del mur entre les capelles bessones de Sant Joan i de Sant Fructuós Escultura d'Isaac Alfred Vermey i Agustí Bennàsser |               |               |
| 1617             | Reforma del castell                                                         | Canet de Rosselló       | Desaparegut |               |               |
| 1618             | Ca Cosme                                                                    | Alcover                 | Avui, casa de cultura i biblioteca municipal Per a Anton i Pròsper Company                                                    |               |               |
| 1618             | L'Abadia                                                                    | Alcover                 | Antiga casa rectoral; avui, cinema Per a Anton i Pròsper Company                                                              |               |               |
| 1620 ca.         | Can Sala de Dalt                                                            | Arenys de Munt          | Lluís Bonet Garí atribueix la reforma de les façanes a Blai                                                                   |               |               |
|                  | Intervenció en el campanar de l'església dels Sants Just i Pastor           | Barcelona               | |               |               |